# Циклон Б

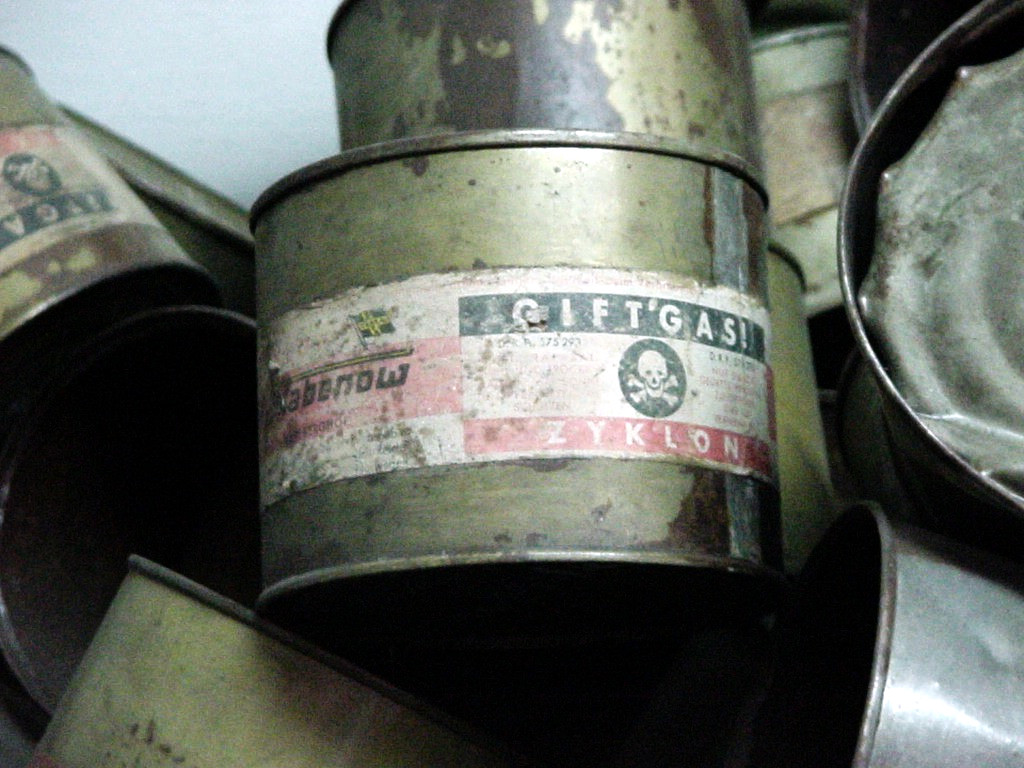
Банки з-під циклону Б на виставці в Аушвіці-Біркенау

Стандартний рекламний буклет фірми ДЕҐЕШ (DEGESCH), що виробляла Циклон-Б, який містить термін «газові камери», що стосується камер для знищення вошей (Der praktische Desinfektor, Heft 2, Berlin: Erich Deleiter, 1941, внутрішня обкладинка)

Циклон Б (нім. Zyklon B) — назва товарного продукту хімічної промисловості Німеччини, що використовувався як інсектицид.
«Циклон Б» являє собою просочені синильною кислотою гранули інертного пористого носія (діатомітова земля, пресована тирса) та агент запаху, оскільки сама синильна кислота має слабкий запах.

## Історія
Речовину розробили хіміки Вальтер Геердт (Walter Heerdt), Бруно Теш (Bruno Tesch) та Герхард Петерс (Gerhard Peters) з Інституту фізичної хімії та електрохімії кайзера Вільгельма в Далемі.
20 червня 1922 року «Німецьке товариство з боротьби зі шкідниками» (нім. Deutschen Gesellschaft für Schädlingsbekämpfung, скорочено Degesch) подало заявку на патент за номером DE 438818. Патент було видано Державним патентним бюро 27 грудня 1926 року. Винахідником речовини в патенті записаний Вальтер Геердт (Walter Heerdt). Газ Циклон Б не був хімічною зброєю, не підпадав і досі не підпадає під міжнародні заборони.
У період після Першої світової війни та під час Другої Світової Війни і до винаходу ДДТ (на початку 40-х, у Німеччині — лише після Другої світової війни) Циклон-Б був найпоширенішим пестицидом у світі.
Під час Другої Світової Війни «Циклон Б» широко застосовувався в німецьких трудових таборах як інсектицид для хімічної боротьби з комахами. Цим засобом німці дезінфікували житлові приміщення і людей, щоб уникнути інфекційних захворювань серед ув'язнених.

## Історії про знищення людей за допомогою Циклон Б
Вперше для масового знищення людей Циклон Б був застосований 3 вересня 1941 року у таборі смерті Аушвіц за ініціативи першого заступника коменданта табору Карла Фріча до 600 радянських військовополонених і 250 інших в'язнів. Комендант табору Рудольф Гьосс (нім. Rudolf Höß) схвалив ініціативу Фріча, і згодом саме в Аушвіці цей газ застосовувався для вбивства людей у газових камерах. 

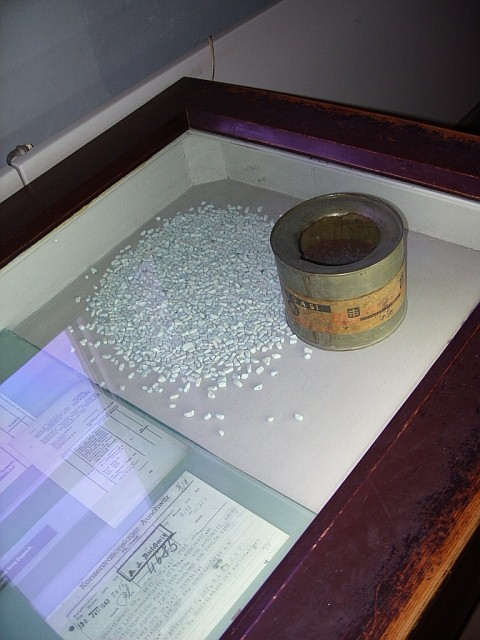
Бляшанка Циклону Б і гранули адсорбенту (з експозиції музею Аушвіц-1 в Освенцимі)

10 грудня 1941 року в адміністрацію 8 концтаборів надійшло розпорядження про проведення комісіями лікарів СС перевірок і відбору ув'язнених і вбивства газом всіх ув'язнених, що хворіли понад 4 тижні. Для вбивства став застосовуватися газ «Циклон Б». Газ Циклон Б використовувався для вбивства людей у Майданеку, а також в менших масштабах в концентраційних таборах Маутгаузен, Ноєнгамме, Равенсбрюк, Заксенгаузен, Штуттгоф.
Зі свідчень Рудольфа Хьосса на Нюрнберзькому процесі: 
| У червні 1941 року я отримав наказ встановити в Аушвіці обладнання для винищення євреїв. Коли я обладнав будинок для винищувань в Аушвіці, то пристосував його для використання газу «Циклон Б», який являв собою кристалічну синильну кислоту. Іншим удосконаленням, зробленим нами, було будівництво газових камер з разовою пропускною спроможністю в 2 тисячі чоловік, у той час як у десяти газових камерах Треблінки можна було винищувати за один раз тільки по 200 чоловік у кожній[6]. |
Інспектор концтаборів головного адміністративно-господарського управління СС при рейхсфюрері СС Лібехеншел наказав адміністрації концентраційних таборів проводити комісіям лікарів СС перевірки і відбір ув'язнених для здійснення «особливого звернення Т-4-13», тобто, поширення операції «Т-4» на табори, що мало на меті знищення за допомогою газу («13»).
Для знищення ув'язнених в інших таборах як отруйна речовина використовувалися вихлопні гази дизельних двигунів або чистий чадний газ.

## Активні інгредієнти
Синильна кислота (ціанистоводнева кислота, HCN) перекриває клітинний дихальний фермент ферроцітохромної оксидази шляхом оборотного додавання до Fe3+. Як сигнальна речовина додається 5% подразнюючого газу (агент запаху — етиловий ефір бромоцтової кислоти), оскільки не всі люди можуть відчувати запах синильної кислоти.

## Смертельна доза
- для людини: 1 мг CN на 1 кг маси тіла (при ковтанні);
- для комах: 10 мг/кг і більше.

## Смертельна концентрація в повітрі
- для людини: 0,01-0,02% за обсягом протягом 0,5-1 години;
- для вошей: 1% за обсягом протягом 1-2 годин (для людини це було б смертельно вже через кілька хвилин).

## Виробництво
У Німеччині вироблявся хімічним концерном «Degesch» (від нім. Deutsche Gesellschaft für Schädlingsbekämpfung GmbH — німецьке товариство для боротьби із шкідниками). Деґеш — дочірня компанія ІГ «Фарбен».
«Zyklon B» досі виробляється в Чехії, в місті Коліне, під торговою маркою «Uragan D2».

## Пакування
Вбирався в картонні диски, гіпсові гранули (торгова марка Ercco, головна марка часів війни) і діатомову землю (нім. Diagrieß, випуск припинений наприкінці 30-х), поміщені в металеві банки, для яких була потрібна спеціальна відкривачка. Близько 2/3 всієї ємності банки складалося з носія.

## Час випаровування
При температурі 15-20° C — 10% в перші 5-10 хвилин. Інтенсивне випаровування в перші 1,5-2 години.
Згідно з даними фірми-виробника «Degesch», гранули при кімнатній температурі виділяли газ протягом 2-х годин; при нижчій — довше.

## Спосіб застосування
Одягнувши протигази, помістити препарат в герметичне приміщення, яке підлягає обкурюванню. Повільне випаровування дає робочим можливість благополучно залишити приміщення. Вентиляцію починати не раніше ніж через дві години, оскільки в носії все ще залишається синильна кислота.

## Області застосування
Використовувався для обкурювання кораблів, товарних поїздів, борошномельних млинів, зерносховищ, складів продовольчих товарів, житлових приміщень в армійських казармах, таборів для військовополонених, концентраційних таборів, великих громадських будівель і т. д.
В концентраційних таборах інсектицид циклон-Б у гранулах застосовувався в дезінфекційних камерах для боротьби з вошами (нім. Blausäuregaskammern zur Fleckfieberabwehr — газові камери для боротьби з тифом, що використовують синильну кислоту), а також для дезінфекції зрізаного волосся та старого одягу, які йшли на промислову переробку.

## Сучасне використання
Під назвою «Ціаноз» («Cyanosil») тільки в особливих випадках, коли застосування інших сучасних хімічних фумігантів неможливе.